# Елс-Поблетс
Елс-Поблетс (валенс. Els Poblets, ісп. Els Poblets) — муніципалітет в Іспанії, у складі автономної спільноти Валенсія, у провінції Аліканте. Населення — 2735 осіб (2022).

## Географія
Муніципалітет розташований на відстані близько 360 км на південний схід від Мадрида, 70 км на північний схід від Аліканте.
На території муніципалітету розташовані такі населені пункти: (дані про населення за 2010 рік)
- Мірафлор: 333 особи
- Мірарроса: 2590 осіб
- Селла: 387 осіб

## Демографія
Динаміка населення (INE ):

## Галерея зображень

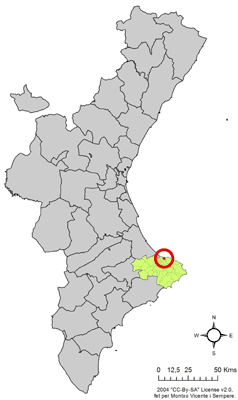
Розташування муніципалітету Елс-Поблетс у автономній спільноті Валенсія
Розташування муніципалітету Елс-Поблетс у комарці Маріна-Альта